# Air Burkina
Air Burkina (ursprünglich Air Volta) ist die nationale Fluggesellschaft Burkina Fasos mit Sitz in Ouagadougou und Basis auf dem Flughafen Ouagadougou.

## Geschichte
Air Burkina nahm am 17. März 1967 unter dem Namen Air Volta als Gemeinschaftsunternehmen der Regierung von Obervolta, der französischen Fluggesellschaft Union de Transports Aériens (UTA) und privaten Investoren den Flugbetrieb auf. Eingesetzt wurden anfangs zwei Piper PA-32. Mitte der 1970er Jahre ergänzte eine De Havilland Canada DHC-6 die Flotte, die bis dahin nur aus Kleinflugzeugen bestand. Im August 1978 übernahm Air Volta eine Embraer EMB 110 und im Januar 1983 ihre erste Fokker F28.
Kurz nach der sankaristischen Revolution im Jahr 1983 wurde die Gesellschaft größtenteils verstaatlicht und infolge der Änderung des Staatsnamens (von Obervolta in Burkina Faso) ein Jahr später in Air Burkina umbenannt. Trotz steigender Nachfrage schaffte es Air Burkina nicht, sich wirtschaftlich erfolgreich zu behaupten. Die Schuldenlast erhöhte sich im Jahr 1994 durch die Abwertung des CFA-Franc zusätzlich. Nach dem Niedergang der Fluggesellschaft Air Afrique, an welcher der burkinische Staat ebenfalls beteiligt war und die 17 Prozent der Anteile an Air Burkina hielt, wurde die staatliche Gesellschaft im Jahr 2001 teilprivatisiert. Das Stammkapital wurde auf 3.5 Milliarden CFA erhöht, wobei 66 % der Anteile im Besitz des AKFED/IPS-Konsortiums waren, welches zum Aga Khan Development Network gehört. Im Mai 2017 hat der burkinische Staat 51 % der insgesamt 56 % Anteile von der AKFED übernommen. Seit Juni 2017 sucht der Staat nun einen neuen Eigentümer für Air Burkina.
Im Juli 2019 wurde bekannt, dass die Fluggesellschaft erneut, wie schon zwischen 2001 und 2017, privatisiert werden soll. Im Juni 2024 war das Unternehmen bereits mehrere Monate mit den Gehaltszahlungen im Rückstand und es drohte das Aus.

## Flugziele

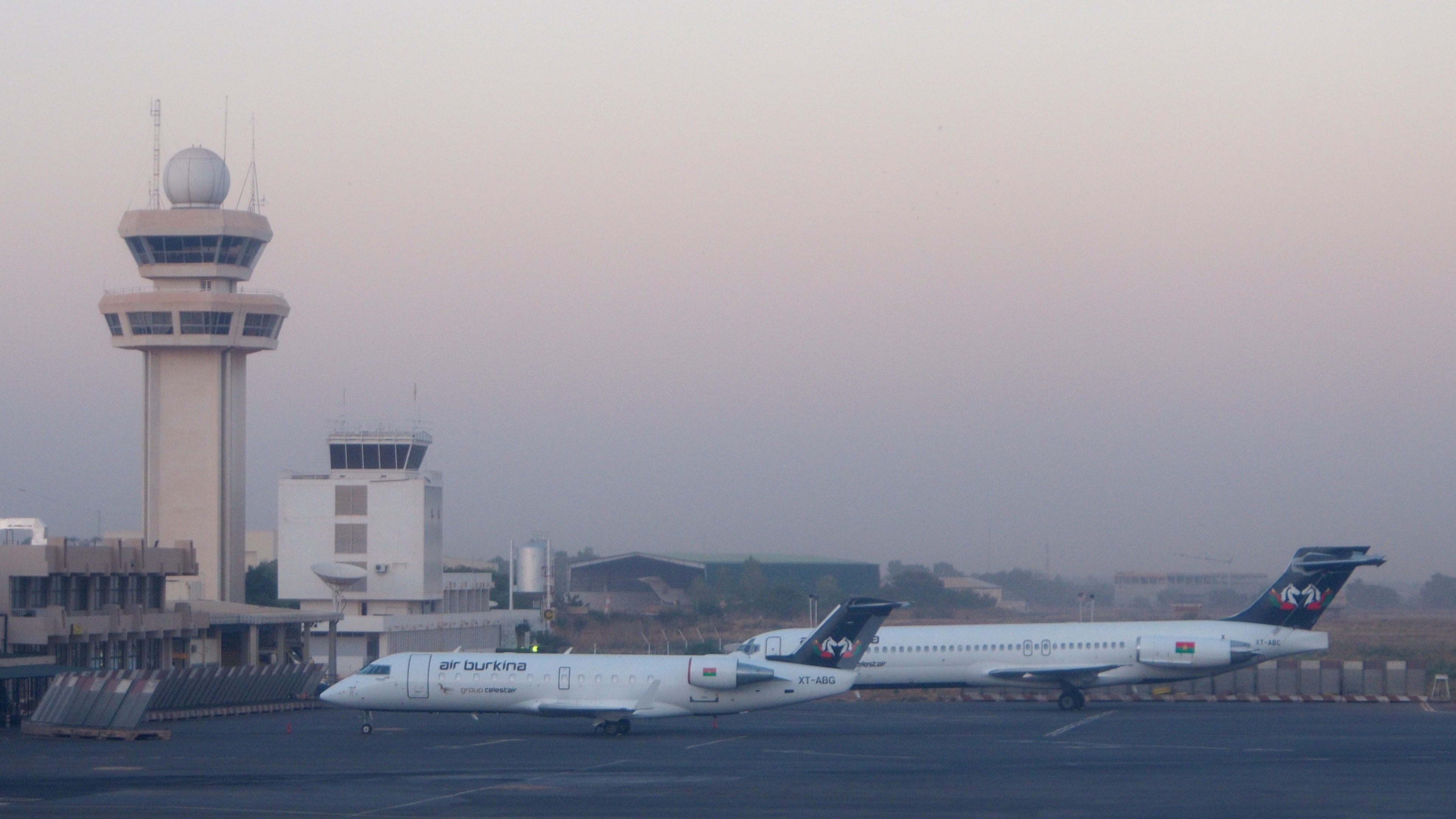
Flugzeuge der Air Burkina in Ouagadougou

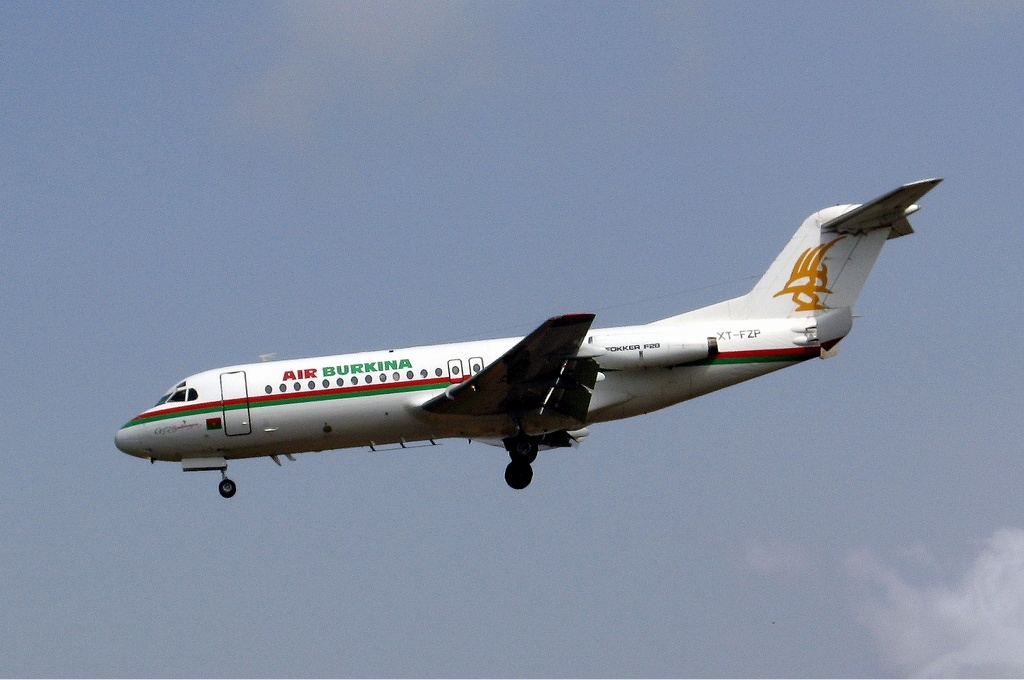
Fokker F28-4000 der Air Burkina, 2005

Air Burkina bedient (Stand März 2018) von Ouagadougou aus, neben Bobo-Dioulasso im Inland, internationale Ziele in West- und Ostafrika.
Im Codesharing mit Air France wird ebenfalls Paris bedient.

## Flotte

### Aktuelle Flotte
Mit Stand März 2020 besteht die Flotte der Air Burkina aus fünf Flugzeugen mit einem Durchschnittsalter von 13,6 Jahren:
| Flugzeugtyp | Anzahl | Bestellungen | Anmerkungen | Sitzplätze |
| ----------- | ------ | ------------ | ----------- | ---------- |
| Embraer 170 | 2      |              |             | 70         |
| Embraer 175 | 1      |              |             | 75         |
| Embraer 195 | 2      |              |             | 105        |
| Gesamt      | 5      |              |             |            |

Im Juni 2024 sind alle Flugzeuge nicht mehr einsatzfähig, somit alle Flüge eingestellt.

### Ehemalige Flugzeugtypen
- Airbus A319
- Canadair Regional Jet CRJ200
- de Havilland Canada DHC-6 Twin Otter
- Douglas DC-9
- Embraer EMB 110
- Fokker F28
- Nord 262